# Европейская ассоциация исследований Юго-Восточной Азии
Европейская ассоциация исследований Юго-Восточной Азии (The European Association for South East Asian Studies — EuroSEAS) — европейская организация, объединяющая специалистов, занимающихся исследованием стран Юго-Восточной Азии (ЮВА)). 
Ассоциация была создана в 1992 г. на встрече 19 ведущих учёных-исследователей ЮВА. В настоящее время её председателем является Профессор Дункан Маккарго из Школы политических и международных исследований Университета Лидс (Англия). Секретарь организации Профессор Хенк Шулте Нордхолт, глава исследовательского департамента Королевского нидерландского института исследований Юго-Восточной Азии и Карибского бассейна в Лейдене (Голландия), здесь же находится её постоянный секретариат. 
Каждые два-три года ассоциация организует международные конференции (Лейден, 1995; Гамбург, 1998; Лондон, 2001; Париж, 2004; Неаполь, 2007; Гетенбург, 2010; Лиссабон, 2013; Вена, 2015); Оксфорд, 2017; Берлин, 2019). 
Коллективными членами ассоциации в России являются Общество «Нусантара», Центр АСЕАН МГИМО МИД России, Центр исследований ЮВА, Австралии и Океании Института востоковедения РАН, Центр исследований Вьетнама и АСЕАН Института Дальнего Востока РАН, кафедра истории ЮВА и Дальнего Востока ИСАА МГУ им. М.В. Ломоносова, кафедра истории стран Дальнего Востока Восточного факультета СПбГУ, кафедра востоковедения МГИМО МИД России, Институт восточных рукописей (Санкт-Петербург), Музей антропологии и этнографии имени Петра Великого (Санкт-Петербург), Школа региональных и  международных исследований (Владивосток). 
В 2001 году в состав ассоциации вошёл Европейский коллоквиум по индонезийским и малайским исследованиям.